# Beker van Sao Tomé en Principe
De Beker van Sao Tomé en Principe (Portugees: Taça Nacional de São Tomé e Principe) is een Santomees voetbaltoernooi. Het toernooi werd opgericht in 1981. Zoals de meeste bekertoernooien wordt met het knock-outsysteem gespeeld, net als de in de reguliere competitie zijn de clubs van de twee eilanden gescheiden tot aan de halve finale of de finale.
Tot op heden wonnen de clubs van Sao Tomé 22 keer de beker en de clubs van Principe viermaal.
De Nationale Beker (Taça Nacional) moet niet verward worden met andere, kleinere, toernooien zoals de Taça 12 de Julho (beker van 12 juli), een verwijzing naar de onafhankelijkheid van Sao Tomé en Principe in 1975, en de Taça 3 de Fevereiro (beker van 3 februari), een verwijzing naar het Bloedbad van Batepá in 1953.

## Bekerwinnaars
- 1981: Desportivo de Guadalupe
- 1982: Sporting Praia Cruz
- 1983: geen competitie
- 1984: Vitória FC
- 1985: Vitória FC
- 1986: Vitória FC
- 1987: geen competitie
- 1988: 6 de Setembro
- 1989: Vitória FC (2–2 tegen Sporting Praia Cruz, toegekend aan Victória)
- 1990: Vitória FC (1–0 tegen 6 de Setembro)
- 1991: Santana FC
- 1992: GD Os Operários
- 1993: Sporting Praia Cruz
- 1994: Sporting Praia Cruz (versloeg FC Aliança Nacional)
- 1995: Caixão Grande
- 1996: FC Aliança Nacional
- 1997:	geen competitie

- 1998: Sporting Praia Cruz
- 1999: Vitória FC (3–2 tegen GD Os Operários)
- 2000: Sporting Praia Cruz (3–1 n.v. tegen Caixão Grande)
- 2001: GD Sundy (4–3 tegen Vitória FC)
- 2002:	geen competitie
- 2003: GD Os Operários (1–0 tegen UDESCAI)
- 2004: onbekend
- 2005: onbekend
- 2006: onbekend
- 2007: Vitória FC (versloeg GD Sundy)
- 2008:	geen competitie
- 2009/10: 6 de Setembro (2–1 tegen Sporting do Príncipe)
- 2011: Vitória FC (4–1 tegen GD Sundy)
- 2012: Sporting do Príncipe (1–0 tegen Desportivo de Guadalupe)
- 2013: União Desportiva Rei Amador (5–1 tegen GD Sundy)
- 2014: União Desportiva Rei Amador (2–1 tegen Sporting do Príncipe)[6]
- 2015: Sporting Praia Cruz (6–2 tegen FC Porto Real)

### Per club
| Titels | Club                        | Eiland   | Jaar                                           |
| ------ | --------------------------- | -------- | ---------------------------------------------- |
| 8      | Vitória FC                  | Sao Tomé | 1984, 1985, 1986, 1989, 1990, 1999, 2007, 2011 |
| 6      | Sporting Praia Cruz         | Sao Tomé | 1982, 1993, 1994, 1998, 2000, 2015             |
| 2      | 6 de Setembro               | Sao Tomé | 1988, 2009/10                                  |
| 2      | GD Os Operários             | Principe | 1992, 2003                                     |
| 2      | União Desportiva Rei Amador | Sao Tomé | 2013, 2014                                     |
| 1      | Desportivo de Guadalupe     | Sao Tomé | 1981                                           |
| 1      | Santana FC                  | Sao Tomé | 1991                                           |
| 1      | Caixão Grande               | Sao Tomé | 1995                                           |
| 1      | FC Aliança Nacional         | Sao Tomé | 1996                                           |
| 1      | GD Sundy                    | Principe | 2001                                           |
| 1      | Sporting do Príncipe        | Principe | 2012                                           |

### Per eiland
| Titels | Eilandcompetitie                  |
| ------ | --------------------------------- |
| 22     | Voetbalkampioenschap van Sao Tomé |
| 4      | Voetbalkampioenschap van Principe |